# Horatio (personnage)
Pour les articles homonymes, voir Horatio.

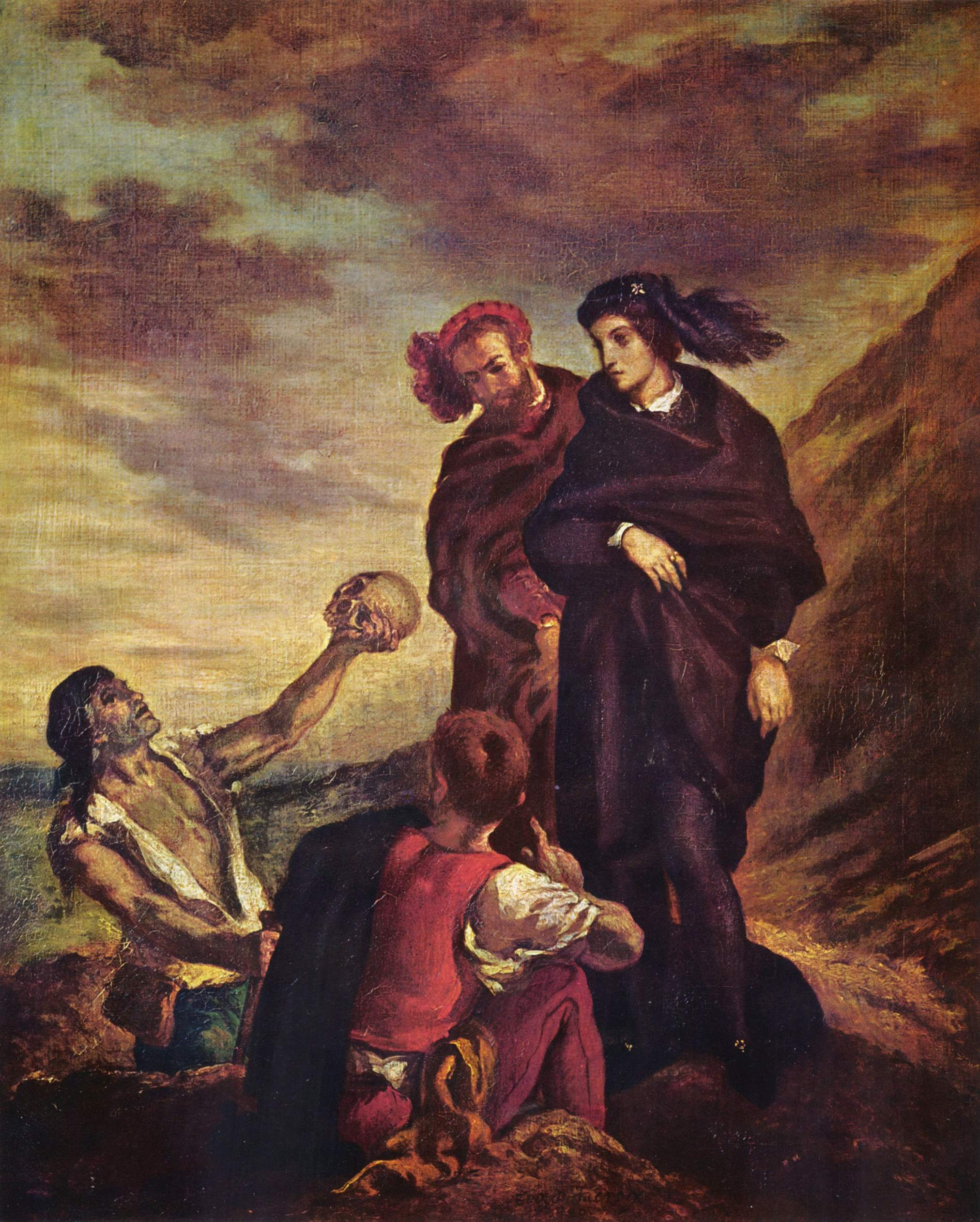
Hamlet et Horatio au cimetière (Eugène Delacroix, 1835)

Horatio est un personnage de la pièce de théâtre Hamlet de William Shakespeare.
Il est l'ami loyal du prince Hamlet et apparaît souvent à ses côtés. Au début de la pièce, en compagnie de Marcellus et Bernardo, il annonce au prince qu'un spectre ressemblant à son père armé de pied en cap, apparaît la nuit.
À la fin de la pièce, voyant son ami mourir, il se propose de boire la coupe de vin empoisonnée promise à Hamlet, mais celui-ci refuse, et prie son ami de rester en vie pour raconter son histoire. Il est avec Fortinbras, l'un des seuls personnages principaux de la pièce à ne pas connaître la mort.